# イングランドのカウンティ
イングランドのカウンティ（英語: county of England）は、地方行政ならびに政治的または地理的な分界を目的としたイングランドの地域区分である。歴史的に制度変更があったこともあって時期・時代もからんで、州、郡、県などと様々に訳される。現行カウンティの多くがアングロサクソン王国などの古い区分に由来する。
各区分の名前、境界、機能は近代において特に大きく変化し、19世紀以後行われた一連の地方制度改革によりカウンティという語の正確な定義は曖昧なものになっている。したがって「イングランドのカウンティ」という語は、標準的な区分名や境界が一意に決まることを意味しない。形式的には、特定の機能と時代に対応したカウンティのタイプによって典礼カウンティ（ceremonial county）、住民登録カウンティ（registration county）、歴史的カウンティ（historic county）、イギリスの郵便カウンティ（former postal county）などと区別して呼ばれる。

## 歴史的カウンティ
古代ないし伝統的な、多様性に富む39のカウンティが知られている。もともとはシャイアと呼ばれていたカウンティは、ウェセックス王国でおそらく7世紀ごろに起源をもち、9・10・11世紀を通じてイングランドの他の部分に広まっていった。その後、カウンティは時とともに地理的な参照体系として確立してゆき、人口調査の単位としては1841年まで使われた。歴史的カウンティのほとんどは、境界こそ変化させつつも以後も地方行政体制の一部である。

## 住民登録カウンティ
住民登録カウンティは1851年から1930年まで存在し、1851年から1911年までの国勢調査に使われた。住民登録カウンティはより小さな住民登録地区（registration district）より成る。住民登録地区はもともとは自治区（municipal borough）、救貧区連合（poor law unions）および後のサニタリー・ディストリクト（sanitary district）に由来する。住民登録区が歴史的カウンティの境界をまたぐ場所では、歴史的カウンティと住民登録カウンティとでは境界が異なることになった。

## 1889年から1974年
1889年、イングランドに選挙により選出されたカウンティカウンシル（county council）が設置され、それまで四季裁判所が有していた統治機能の多くがカウンティカウンシルに委譲され、その後他の権限も移行された。ロンドン・カウンティ（County of London）がケント、ミドルセックス、サリーの一部から作られた。カウンティには行政カウンティ（administrative counties、カウンティカウンシルによって管理される地域）と、独立なカウンティ・バラ（county borough）の2種類があった。サフォーク、サセックス、ノーサンプトンシャー、ハンプシャー、ケンブリッジシャー、ヨークシャー、リンカンシャーにはそれぞれ複数の行政カウンティがあった。
地方自治法 1888年（Local Government Act 1888）のもと、地方長官任命といった地方自治以外の目的で用いられた区割も変化した。また、ロンドン・カウンティを含む全てのバラ（管区: borough）と都市ディストリクト（urban district）は、どれか一つのカウンティに属すことが求められた。このカウンティ群は、シティ・オブ・ロンドンとブリストルという二つのカウンティ・コーポレート（county corporate）を含むという点で前述した歴史的カウンティとはすでに異なっている。これらのカウンティは後に典礼カウンティ（ceremonial counties）と呼ばれるようになり、Ordnance Survey発行の地図で当時は「カウンティ」、後には「地理的カウンティ」と表記された。
1931年、暫定令確認（グロスターシャー、ウォリックシャー、ウスターシャー）法（Provisional Order Confirmation (Gloucestershire, Warwickshire and Worcestershire) Act）によりグロスターシャー、ウォリックシャー、ウスターシャー間で26のパリッシュ（行政教区）が移動され、飛び地の解消を主な目的とする境界の変更が行われた。
1965年には小変更が行われ、ミドルセックスの残りの大部分を廃止する過程の一環として元のロンドン・カウンティをグレーター・ロンドンの行政区域とし、ハンティンドンシャー（Huntingdonshire）とピーターバラ裁判区（Soke of Peterborough）は合併してハンティンドン・アンド・ピーターバラ（Huntingdon and Peterborough）に、元のケンブリッジシャー行政区とアイル・オヴ・イーリー（Isle of Ely、歴史的にはケンブリジッシャー北部のイーリー周辺）は合併してケンブリッジシャー・アンド・アイル・オヴ・イーリー（Cambridgeshire and Isle of Ely）になった。

## 1974年の変化

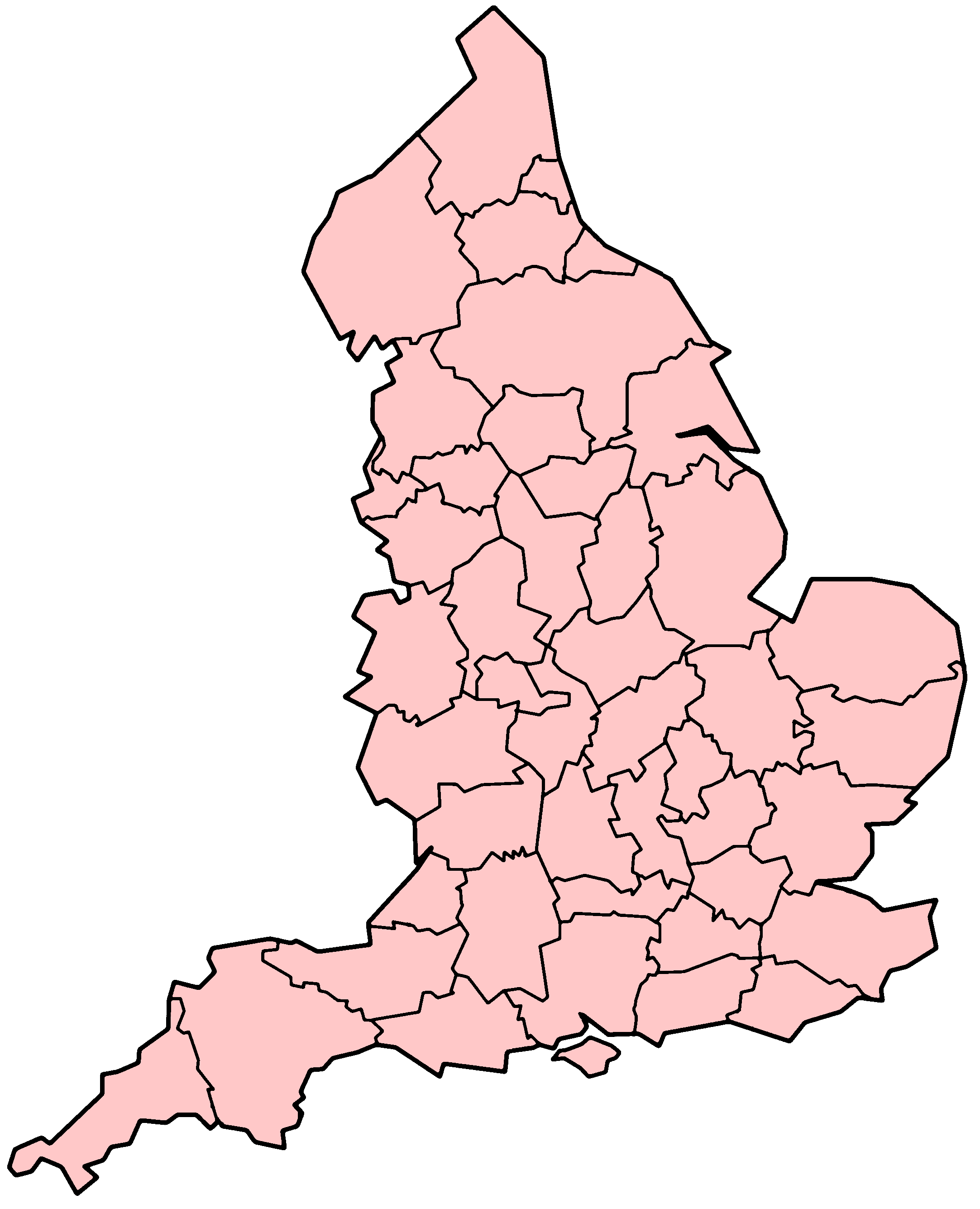
1974年に成立したカウンティ

1974年4月1日、地方行政法 1972（Local Government Act 1972）が施行された。これによりグレーターロンドン以外のイングランドおよびウェールズの既存地方行政機構は廃止され、全二層の新制度で置き換えられた。既存の行政カウンティおよびカウンティ・バラ（ただし既存の非行政的「カウンティ」を除く）は廃止され、かわりに46の「カウンティ」、すなわち6つの都市カウンティと40の非都市カウンティがイングランドに設置された。
この法律により設置されたカウンティにはエイヴォン、クリーヴランド、カンブリア、ヘレフォード・アンド・ウスター（Hereford and Worcester）、ハンバーサイド（Humberside）、ならびに新たなイングランドの都市カウンティ（metropolitan counties）である大マンチェスタ州、マージーサイド州、サウス・ヨークシャー州、タインアンドウィア州、ウェスト・ミッドランズ州、ウェスト・ヨークシャー州がある。カンバーランド、ヘレフォードシャー州、ラトランド、ウェストモーランド（Westmorland）、ウスターシャーの各カウンティは、カウンティ・バラとともに行政地図からは消滅した。
カウンティ・バラの廃止は地方長官任命カウンティと行政カウンティの区別を無用とした。同法216条では新カウンティに典礼上の目的と司法上の目的の両者を担わせている。

## 単一自治体

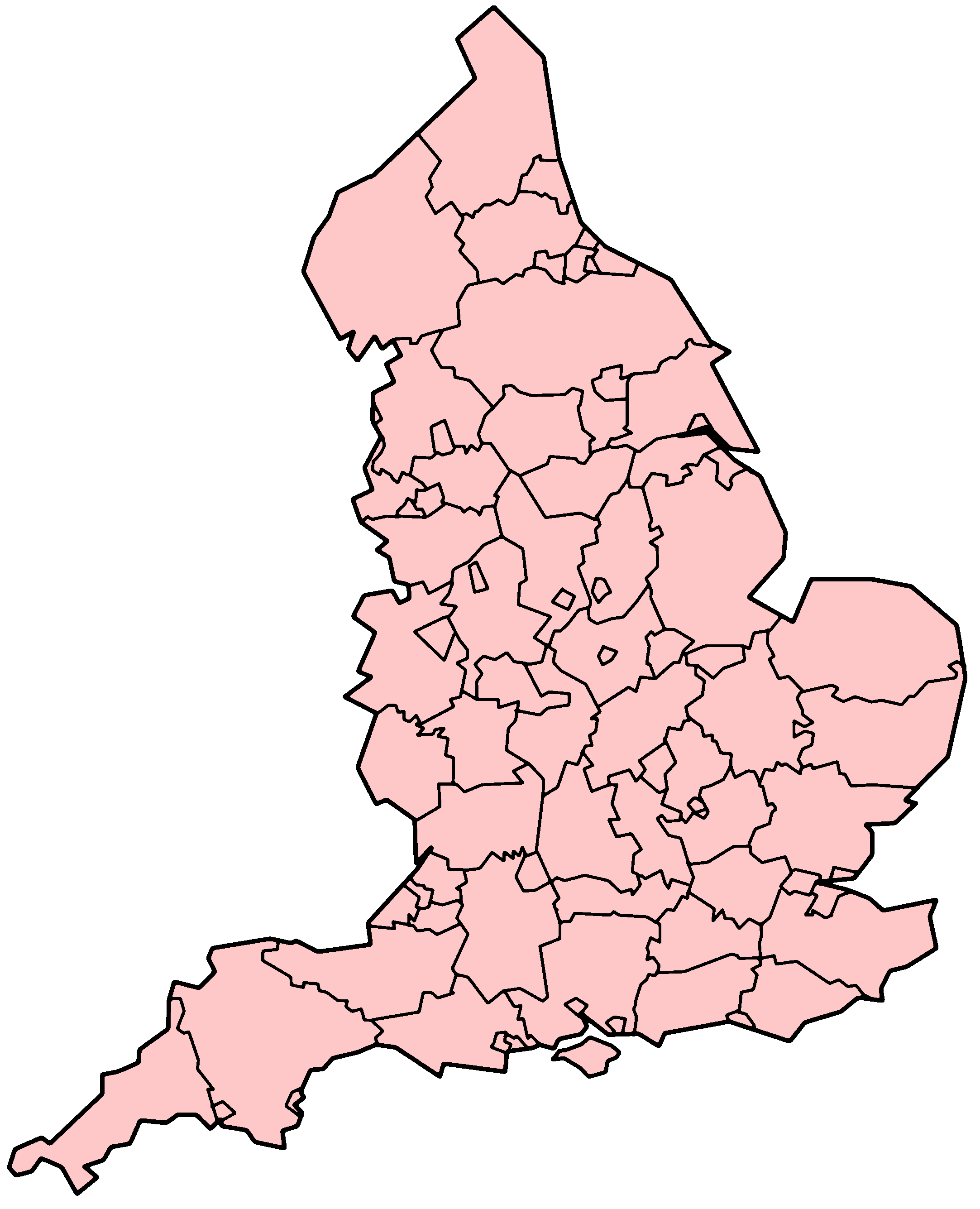
1998年以降のカウンティレベルの地域

1990年代のイギリス地方行政再編（local government reform in the 1990s）によりカウンティは更に「リージョン」にまとめられ、多数の単一自治体 (Unitary Authority)を創設してカウンティレベルの権能を与え（事実上、名前こそ違えカウンティ・バラの再現）、ヘレフォードシャー、ラトランド、ウスターシャーを行政上の実体として復活させた。
現在ではグレーター・ロンドンの外に81のカウンティレベルの地方行政体がある。このうちの34はカウンティカウンシルとディストリクト（district）の両方を有し「シャイア・カウンティ」と呼ばれ、40は単一自治体、6は都市カウンティである。残る一つはバークシャーであり、カウンティカウンシルは廃止されディストリクトが単一自治体となっている。

## 1996年以降の典礼カウンティ

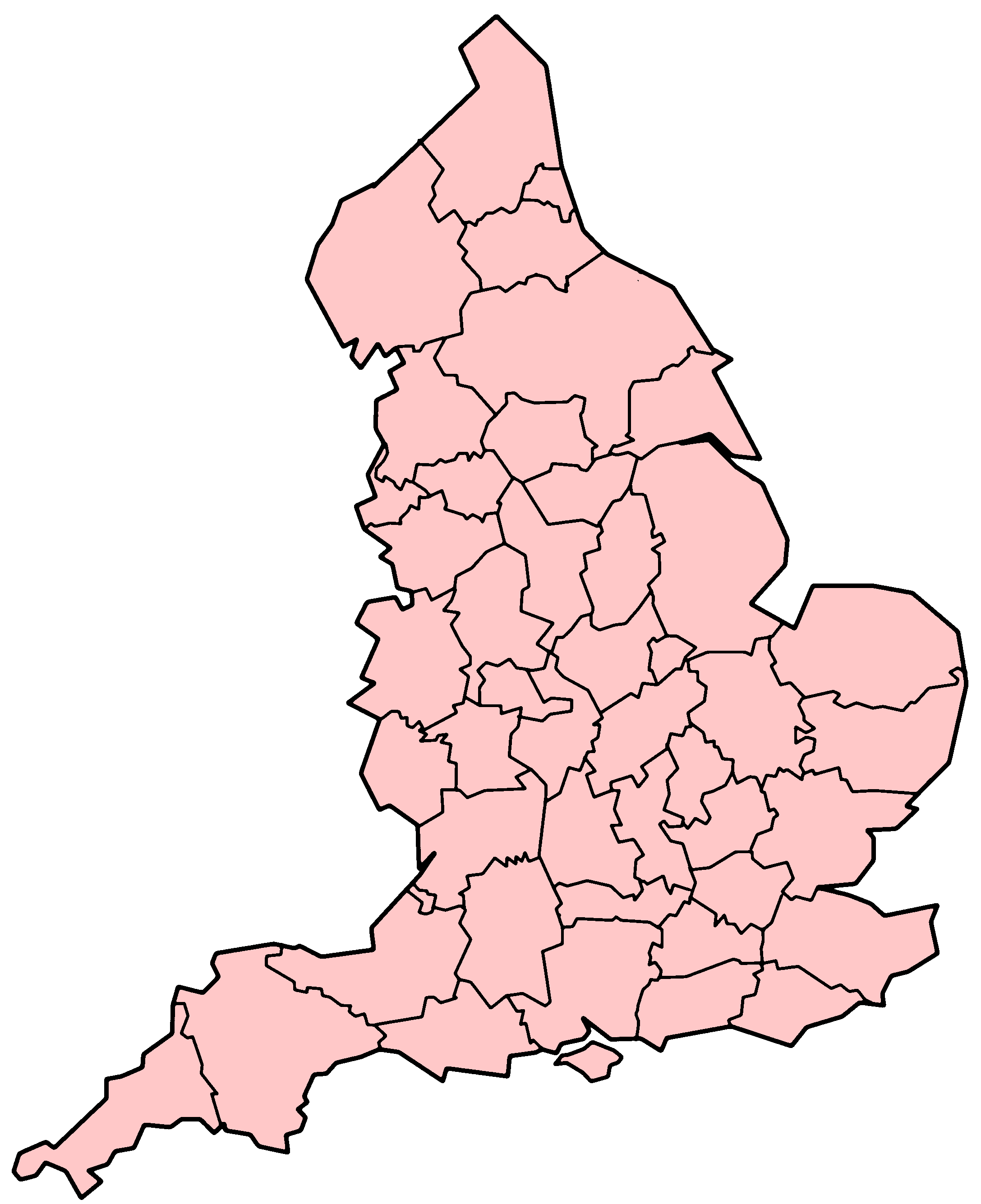
1998年以降の典礼カウンティ

1990年代の地方行政体再編により、1974年に廃止された地方行政のためのカウンティと地方長官任命のためのカウンティの区別は復活し、新たに「典礼カウンティ」という語が作られた。殆どの単一自治体が典礼カウンティとなったが、ブリストル、イースト・ライディング・オブ・ヨークシャー州、ヘレフォードシャー、ラトランド、ウスターシャーでは以前の典礼カウンティが復活した。
これらのカウンティは地理カウンティとも呼ばれ、イングランドでの場所を指定するのに広く使われている。また、有権者登録の境界としても考慮される。

## 郵便カウンティ
郵便制度で使われていたかつての郵便カウンティはもはや住所に必須ではない。郵便カウンティは1974年制定のカウンティのほとんどを含んでいたが、大マンチェスタ州やグレーター・ロンドンは郵便カウンティではない。郵便カウンティは1996年に正式には使われなくなったが、個人や、特にグレーター・ロンドンのように郵便カウンティと行政カウンティの境界が一致しない地域では未だに広く使われており、どの「カウンティ」がどの地域に含まれるかのよくある混乱の元になっている。